# 第14號弦樂四重奏 (舒伯特)
D小調第14號弦樂四重奏《死與少女》（德語：Der Tod und das Mädchen），目錄第810號，是弗朗茨·舒伯特的室內樂晚期重點作品之一。起草於1824年，當時舒伯特大病初癒，死亡的陰影攫獲了他，作曲家回望自己1817年的同名歌曲《死與少女》（目錄第531號），並將其中的元素使用在四重奏的第二樂章當中。

## 背景
舒伯特在1823年的大半時間裡，都在與自身的病症抗爭。一些學者認為，第三期梅毒的症狀，使他必須在5月時住院療養。此外舒伯特的經濟拮据，與迪亞貝利的出版合約沒有為他帶來收入，歌劇《費拉布拉斯》是一場失敗，對此他自述：
試想你的健康不再好轉，凡事都往壞處發展⋯⋯對美的事物提不起勁，不斷自問，是否還有比我更不快樂的人。

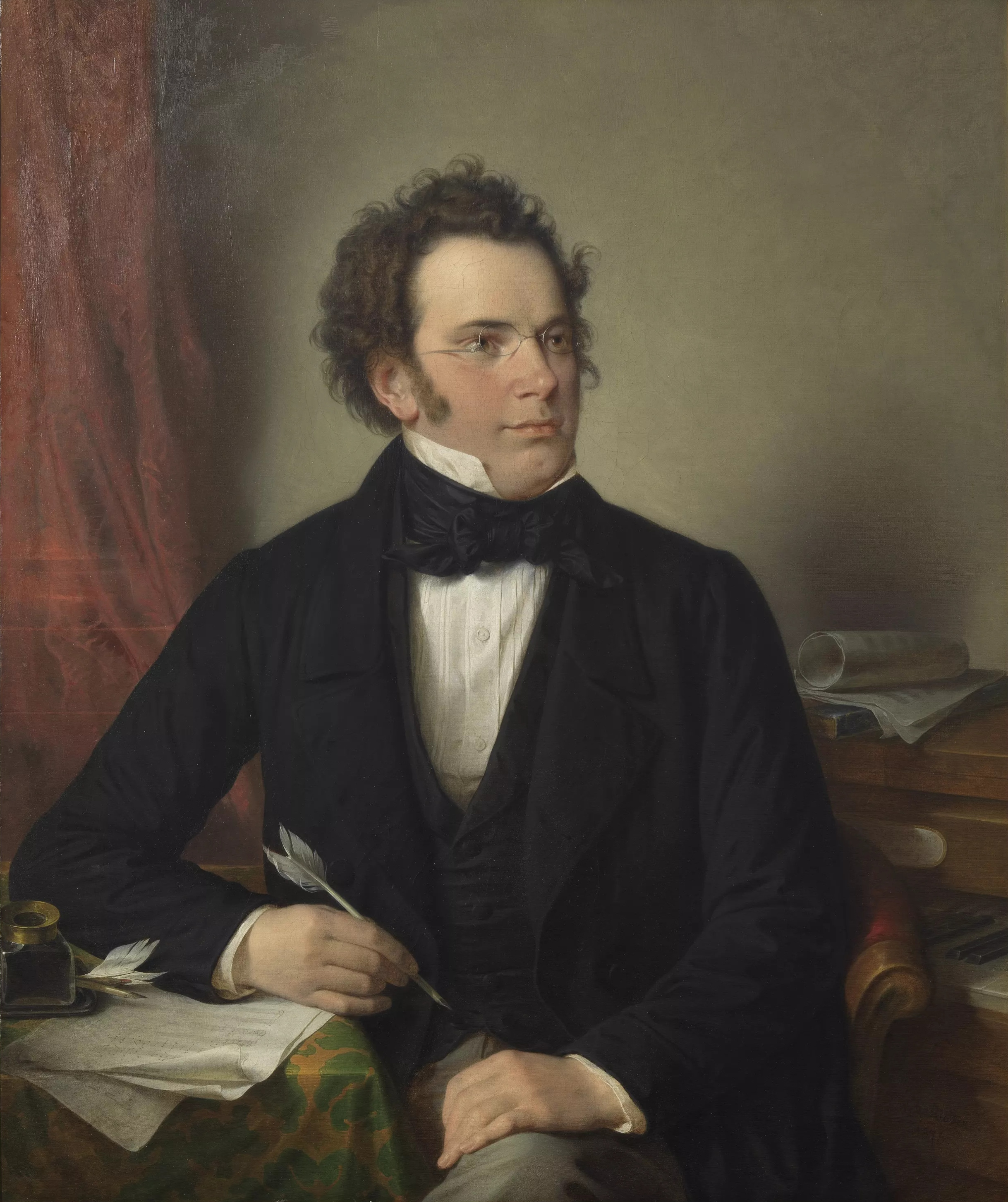
1825年的舒伯特，威廉·奧古斯都·里德繪

令人震驚的是，即使身處這樣的生活景況，舒伯特仍然筆耕不綴。《美丽的磨坊女》曲集（目錄第795號）、F大調八重奏（目錄第803號）等都出自這個時期，持續為維也納的沙龍音樂圈貫注活水。
1824年3月，《死與少女》四重奏完成。承前所述，舒伯特使用了歌曲《死與少女》的元素，包括原曲的節奏型（以鋼琴奏出，典型的送葬進行曲節奏），以及死神向少女道出的最後幾句歌詞（在我懷裡，安穩地睡吧。）等，都顯示出此刻的舒伯特深深被死亡所觸動。

### 首演
《死與少女》四重奏並沒有在舒伯特生前公開地被演奏。1826年1月，舒伯特曾親自參與作品的演出（他演奏中提琴）。2月1日，在約瑟夫·巴爾特（Joseph Barth）家中也做了演出，但這些都是非正式的演出紀錄。
以伊格納茲·舒龐吉為首的四重奏，曾在作曲家弗朗茨·拉克納家中演奏此曲。舒龐吉是當代領銜的小提琴家，本身也首演了貝多芬和舒伯特的四重奏作品，他對於《死與少女》則沒有好評。

### 出版
1831年，在舒伯特逝世三年後，《死與少女》才由迪亞貝利出版。

## 分析

《死與少女》，汉斯·巴尔东·格里恩繪，1517年

舒伯特多數的弦樂四重奏作品，都是少年時期所作。這些早期四重奏作品所採的筆法，更為接近海頓時期的習慣，即以第一小提琴負責大部分的旋律。這點在C小調四重奏（1820年，目錄第703號）、《蘿莎蒙德》四重奏（1824年，目錄第804號）等晚期的創作中有所改觀，聲部之間的配比被調整為相近，互動因此精采許多，這個特性也延伸至此曲。另外，《死與少女》四重奏在音樂主題上的凝聚性，如何以一個樂念貫徹全曲四個樂章，則顯然是受到貝多芬的影響。華爾特·W·科貝特（Walter W. Cobbett）則是認為，舒伯特晚期作品的價值，在於其藝術性。「不再只是為了習作或委託而寫作，這些作品也不是以取悅友人為目的，而是其內心世界的寫照。」
除了明顯與死亡議題連結的第二樂章之外，《死與少女》第一樂章懾人的四聲部齊奏，調性（D小調）的選擇，邁向失控的第四樂章塔朗泰拉等，都是致使作品膾炙人口的特點。
《死與少女》是傳統的四樂章體：
1. 快板（Allegro）
2. 流動的行板（Andante con moto）
3. 詼諧曲，甚快板（Allegro molto）
4. 急板（Presto）

### 第一樂章
在14個小節長的強力序奏中，使用鮮明的三連音節奏型，確立了整個樂章的主調。次要主題轉往F大調，抒情且柔和許多。尾奏段是令人不安的平靜，之後序奏的元素以更加猛烈的姿態再返，卻在終點前嘎然而止。樂章最後逐漸緩慢的節奏，可說是再明顯不過的譬喻。

### 第二樂章
主題與變奏形式，主題段使用歌曲《死與少女》的鋼琴節奏型，長-短-短的節奏與其寓意已有前例（貝多芬第7號交響曲）。第一變奏段與第二變奏段分由第一小提琴、大提琴擔任旋律，第三變奏段為全體齊奏，第四變奏段轉為G大調，藉以製造第五變奏段的對比性。主題在樂章的最後再返，在平靜當中結束。

### 第三樂章
由舒伯特的記譜，可以知道這是一闕典型的貝多芬式詼諧曲，不宜以過慢的速度演出。如同前篇，第三樂章的中段亦轉往大調，句構儼然有蘭德勒（Ländler）歌曲之風。

### 第四樂章
拍子的塔朗泰拉舞曲，採迴旋奏鳴曲式。科貝特稱此一樂章「死亡之舞」。

## 錄音推薦
- 阿班·貝爾格四重奏團，EMI，1996年（實時錄影）

## 改編
《死與少女》四重奏受到當代音樂家和演奏家的推崇，改編應運而生：
- 羅伯特·弗朗茨（英语：Robert Franz）的雙鋼琴改作，1847年
- 古斯塔夫·馬勒的弦樂團改作（第二樂章），1896年[註 2][10]
- 约翰·福尔兹與安迪·史坦（英语：Andy Stein）合作的管弦樂改作

## 衍生作品
- 阿里尔·多尔夫曼（英语：Ariel Dorfman）的劇作《死與少女（英语：Death and the Maiden (play)）》，1991年

## 軼事
- 《死與少女》四重奏在探險家弗里乔夫·南森的葬禮上被演奏，取代了相關人士的致詞。

## 延伸閱讀
- Stowell, Robert (编). . Cambridge Companions to Music. Cambridge University Press. 2003. ISBN 0-521-80194-X.
- Schumann, Robert. Konrad Wolff , 编. . Pantheon Books, Inc. 1952. ISBN 9780520046856.

## 外部連結
- 舒伯特第14號弦樂四重奏：国际乐谱典藏计划上的乐谱
- 舒伯特：死與少女（四重奏）
- BBD廣播三台的節目與介紹 （页面存档备份，存于）